# Barclay (casa discografica)
La Barclay (denominazione sociale: Barclay Records) è una casa discografica francese.

## Storia
La Barclay nacque nel 1954 a Parigi, su iniziativa di Eddie Barclay (uno dei più importanti produttori discografici francesi) e della sua seconda (di otto) moglie Nicole.
Sin dall'inizio stampò 78 giri, LP e 45 giri.
Per la Barclay hanno inciso alcuni tra i più grandi artisti francesi: ricordiamo, tra gli altri, Dalida, Charles Aznavour, Eddy Mitchell, Charles Trenet, Brigitte Bardot, Juliette Gréco, Frank Alamo, Francis Lai, Françoise Hardy, Hugues Aufray, Henri Salvador, Jacques Brel, Noir Désir, Michel Delpech, Jean Ferrat, Léo Ferré, Gilbert Montagné, Mireille Mathieu, Khaled; ha inoltre pubblicato alcune incisioni di Domenico Modugno (che cantò alcune sue canzoni tradotte in francese per la casa).
Inoltre ha avuto due sottoetichette, la Riviera e la Rare, con nomi altrettanto noti come Nino Ferrer.
La distribuzione in Italia fino al 1962 compreso è stata curata dalla SAAR con il marchio Jolly incluso sull'etichetta, fino al 1969 compreso dalla RCA Italiana e a partire dagli anni settanta dalla Dischi Ricordi.
Fa ora parte del gruppo Universal Music Group.

## Dischi pubblicati in Italia

### 33 giri
| Anno    | Numero di catalogo | Artista          | Titolo                                              |
| ------- | ------------------ | ---------------- | --------------------------------------------------- |
| 1963    | BL 9016            | Dalida           | Dalida - (Je ne peux pas me passer de toi)          |
| 1963    | BL 9019            | Charles Aznavour | Charlez Aznavour - (For me formidable)              |
| 1963    | BL 9022            | Charles Aznavour | Aznavour Italiano, volume 1                         |
| 1963    | BL 9023            | Charles Aznavour | Aznavour Italiano, volume 2                         |
| 1964    | BL 9025            | Rocky Roberts    | Rocky Roberts - T-Bird                              |
| 1964    | BL 9027            | Bob Azzam        | Parlano di me                                       |
| 1966    | BL 9035            | Dalida           | Dalida                                              |
| 1966    | BL 9040            | Hugues Aufray    | Hugues Aufray                                       |
| 1967    | BLF-9041           | Mireille Mathieu | Mireille all'Olympia                                |
| 1968    | BSP 9045           | Dalida           | Un po' d'amoree                                     |
| 1970    | BRCLP 60014        | Charles Aznavour | Charles Aznavour e le sue canzoni                   |
| 1970    | BRCLP 60015        | Charles Aznavour | ...e fu subito Aznavour                             |
| 03-1971 | BRCLP 60020        | Charles Aznavour | Morir d'amore                                       |
| 1971    | BRCLP 60024        | Charles Aznavour | Buon anniversario                                   |
| 1972    | BRCLP 60027        | Charles Aznavour | Canto l'amore perché credo che tutto derivi da esso |
| 1972    | BRCLP 60028        | Léo Ferré        | La solitudine                                       |
| 1973    | BRCLP 60036        | Charles Aznavour | Il bosco e la riva                                  |
| 1973    | BRCLP 60037        | Dalida           | Questa sera... Dalida                               |
| 1974    | BRCLP 60042        | Juliette Gréco   | Juliette Greco - (La nuova età)                     |
| 1974    | BRCLP 60043        | Kongas           | Kongas - (Anikana-O)                                |
| 1974    | BRCLP 60044        | Les Poppy's      | Poppys                                              |
| 1975    | BRCLP 60049        | Charles Aznavour | Del mio amare te                                    |
| 1975    | BRCLP 60054        | Léo Ferré        | Ferré / Aragon - L'affiche rouge                    |
| 1976    | BRCLP 60055        | Charles Aznavour | Plein feu sur                                       |
| 1976    | BRCLP 60057        | Madinga Five     | Rock Africa                                         |
| 1977    | BRCLP 60059        | Love & Kisses    | Accidental lover - (Mix)                            |
| 1978    | BRCLP 60060        | Antoine          | Nocciolino                                          |
| 1978    | BRCLP 60061        | Patrick Juvet    | Paris by night                                      |
| 1978    | BRCLP 60063        | Charles Aznavour | Je n'ai pas vu le temps passer...                   |
| 1978    | BRCLP 60066        | Tim Blake        | Crystal machine                                     |
| 1978    | BRCLP 60067        | Droids           | Star Peace                                          |
| 1978    | BRCLP 60072        | Janet Manchester | Movie Lovers Disco                                  |
| 1978    | BRCLP 60074        | Michel Magne     | Element N.1 "La Terre"                              |
| 1979    | BRCLP 60076        | Kongas           | Anikana-O                                           |
| 1979    | BRCLP 60077        | Patrick Juvet    | Lady night                                          |
| 1979    | BRCLP 2-60079      | Charles Aznavour | Guichets Fermes                                     |
| 1979    | BRCLP 60080        | Brenda Mitchell  | Don't you know                                      |
| 1979    | BRCLP 60081        | Patrick Juvet    | Laura, les ombres de l'etè - (Colonna sonora)       |
| 1980    | BRCLP 60083        | Bernie Lyon      | Lust for gold                                       |
| 1980    | ABRCLP 2-60088     | Patrick Juvet    | Patrick Juvet "Live"                                |
| 1980    | BRCLP 60089        | Patrick Juvet    | Still alive                                         |
| 1982    | BRCLP 60098        | Patrick Juvet    | Reves immoraux                                      |
| 1982    | BRCLP 60099        | Les Vibratos     | Les Vibratos - ()                                   |

### 45 giri
| Anno | Numero di catalogo | Artista            | Titolo                                                       |
| ---- | ------------------ | ------------------ | ------------------------------------------------------------ |
| 1962 | BN 6005            | Dalida             | Je ne peux pas me passer de toi/Que sont devenues les fleurs |
| 1962 | BN 6006            | Dalida             | Piccolo elefante/Chi mai lo sa                               |
| 1962 | BN 6019            | Bob Azzam          | Les marrons chauds/La joie d'aimer                           |
| 1962 | BN 6024            | Pierre Brun        | Sur le pont d'Avignon/Je suis jeune et j'en veux             |
| 1962 | BN 6025            | Pierre Brun        | Le canari/Etude twist                                        |
| 1962 | BN 6027            | Hugues Aufray      | J'entends siffler le train/Loin de toi                       |
| 1962 | BN 6039            | Dalida             | Loin de moi/Plus loin que la terre                           |
| 1962 | BN 6047            | Hugues Aufray      | Santiano/Notre riviere                                       |
| 1963 | BN 6053            | Charles Aznavour   | Devi sapere/L'amore e la guerra                              |
| 1963 | BN 6057            | Dalida             | Gli zingari/L'arlecchino gitano                              |
| 1963 | BN 6058            | Dalida             | Comprami un juke-box/Twistin' the twist                      |
| 1963 | BN 6065            | Eddy Mitchell      | Oui, je t'aime/Ce diable noir                                |
| 1964 | BN 6070            | Les Aiglons        | Stalactite/Ten va pas                                        |
| 1964 | BN 6072            | Charles Aznavour   | Dammi i tuoi 16 anni/Aspetto te                              |
| 1965 | BN 6073            | Bob Azzam          | Parlano di me/Tu, che non mi guardi mai                      |
| 1965 | BN 6074            | Charles Aznavour   | La mamma (versione originale)/La mamma (versione italiana)   |
| 1965 | BN 6077            | Charles Aznavour   | Com'è triste Venezia/Ma perché                               |
| 1965 | BN 6078            | Dalida             | Ascoltami/Devo imparare                                      |
| 1965 | BN 6079            | Rocky Roberts      | T.Bird/Hitch Hike                                            |
| 1965 | BN 6080            | Hugues Aufray      | Torna presto/Canta, canta, usignolo                          |
| 1965 | BN 6081            | Dalida             | La danza di Zorba/Questo amore è per sempre                  |
| 1965 | BN 6082            | Monty              | E poi che farò/Tutte le sere                                 |
| 1965 | BN 6083            | Dalida             | Un grosso scandalo/Il silenzio                               |
| 1966 | BN 6086            | Jacques Brel       | Amsterdam/Jef                                                |
| 1966 | BN 6088            | Dalida             | Flamenco/Pensiamoci ogni sera                                |
| 1966 | BN 6091            | Rocky Roberts      | Stop Pretending/Everybody Needs Somebody                     |
| 1966 | BN 6093            | Mireille Mathieu   | C'est ton nom/Mon credo                                      |
| 1966 | BN 6095            | Hugues Aufray      | Se chiudo gli occhi/Mi piange il cuore                       |
| 1966 | BN 6096            | Mireille Mathieu   | Qu'elle est belle/Pourquoi mon amour                         |
| 1966 | BN 6097            | Dalida             | Bang bang/Il mio male sei                                    |
| 1966 | BN 6099            | Charles Aznavour   | La Boheme/Bastava che ti amassi                              |
| 1966 | BN 7000            | Alain Barrière     | Tu/Due uomini veri                                           |
| 1966 | BN 7003            | Hugues Aufray      | Celine/Stewball                                              |
| 1967 | BN 7010            | Dalida             | Ciao amore ciao/Il sole muore                                |
| 1967 | BN 7011            | Mireille Mathieu   | Parigi brucia/Celui que j'aime                               |
| 1967 | BN 7012            | Charles Aznavour   | ...Ed io tra di voi/Perché sei mia                           |
| 1967 | BN 7013            | Dalida             | Mama/Non è casa mia                                          |
| 1967 | BN 7015            | Rocky Roberts      | Shot Gun/Any Ole Way                                         |
| 1967 | BN 7016            | Dalida             | Aranjuez, la tua voce/L'ultimo valzer                        |
| 1967 | BN 7024            | Mireille Mathieu   | Le derniere valse/Un monde avec toi                          |
| 1968 | BN 7025            | Dalida             | Dan dan dan/Amare per vivere                                 |
| 1968 | BN 7027            | Alain Barrière     | Dov'eri tu/Cosa mi passa per la testa                        |
| 1968 | BN 7028            | Charles Aznavour   | L'istrione/Caroline Cherie                                   |
| 1969 | BN 7029            | Eddy Mitchell      | Alice/Non amo che te                                         |
| 1969 | BN 7030            | Dalida             | Un po' d'amore/L'aquilone                                    |
| 1969 | BN 7031            | Dalida             | Quelli eran giorni/Lacrime e pioggia                         |
| 1969 | BN 7032            | The Pebbles        | 40 Miles/Get around                                          |
| 1969 | BN 7033            | Dalida             | Le promesse d'amore/La speranza è una stanza                 |
| 1969 | BN 7035            | Alain Barrière     | Ai primi giorni d'aprile/Maria                               |
| 1969 | BN 7036            | Dalida             | Oh Lady Mary/Stelle di cielo stelle di mare                  |
| 1970 | BN 7038            | Dalida             | Nel 2023/Ci sono fiori                                       |
| 1970 | BRC NP 40001       | Dalida             | La mia vita è una giostra/Il colore dell'amore               |
| 1970 | BRC NP 40002       | Michel Delpech     | L'isola di Wight/Wight Is Wight                              |
| 1970 | BRC NP 40003       | Charles Aznavour   | Dopo l'amore/Perché sei mia                                  |
| 1970 | BRC NP 40004       | Alain Barrière     | Angela/Meglio soli                                           |
| 1970 | BRC NP 40006       | Brigitte Bardot    | Tu veux, tu veux pas?/John et Michael                        |
| 1970 | BRC NP 40007       | Charles Aznavour   | Com'è triste Venezia/L'istrione                              |
| 1970 | BRC NP 40012       | Mireille Mathieu   | Scusami se.../Vivrò per te                                   |
| 1970 | BRC NP 40015       | Michel Delpech     | Cara Lisa/Son con voi                                        |
| 1970 | BRC NP 40017       | Charles Aznavour   | I lupi attorno a noi/Parigi in agosto                        |
| 1970 | BRC NP 40019       | Charles Aznavour   | Ed io tra di voi/Ti lasci andare                             |
| 1970 | BRC NP 40021       | Charles Aznavour   | Ieri sì/La boheme                                            |
| 1971 | BRC NP 40023       | Charles Aznavour   | No, non mi scorderò mai/Morire d'amore                       |
| 1971 | BRC NP 40025       | Michel Delpech     | Adieu (in italiano)/La montagna                              |
| 1971 | BRC NP 40026       | Alain Barrière     | Mare/Una banale bella storia                                 |
| 1971 | BRC NP 40029       | Michel Delpech     | Per un flirt/La montagna                                     |
| 1971 | BRC NP 40032       | Charles Aznavour   | Buon anniversario/Chi                                        |
| 1971 | BRC NP 40033       | Alain Barrière     | Solo un uomo/Nel cuore                                       |
| 1972 | BRC NP 40034       | Poppys             | La storia di un bambino/Love lioubov amour                   |
| 1972 | BRC NP 40035       | Charles Aznavour   | Quel che non si fa più/Ho vissuto                            |
| 1972 | BRC NP 40039       | Tim Twinkleberry   | Goodbye America/                                             |
| 1972 | BRC NP 40046       | Charles Aznavour   | Quel che si dice/Come uno stupido                            |
| 1972 | BRC NP 40049       | Patrick Juvet      | La musica/Un flirt in più                                    |
| 1973 | BRC NP 40050       | Charles Aznavour   | Noi andremo a Verona/Quel che non si fa più                  |
| 1973 | BRC NP 40053       | Marabunta!         | Burundi Black B/Africa Manga                                 |
| 1974 | BRC NP 40055       | Michel Delpech     | I divorziati/Marianna                                        |
| 1974 | BRC NP 40059       | Charles Aznavour   | Lei/La baraka                                                |
| 1975 | BRC NP 40062       | Danielle Licari    | La canzone di Orlando/Badinerie                              |
| 1975 | BRC NP 40064       | Charles Aznavour   | Del mio amare te/Ti amo                                      |
| 1975 | BRC NP 40069       | Nicole Rieu        | Let It Be/I Am                                               |
| 1977 | BRC NP 40077       | Love & Kisses      | Accidental lover/I've found love                             |
| 1977 | BRC NP 40078       | Dalida             | Histoire d'aimer/Tables separees                             |
| 1978 | BRC NP 40089       | Antoine            | Nocciolino/Il maschio oggetto                                |
| 1979 | BRC NP 40093       | Patrick Juvet      | Lady night/Viva California                                   |
| 1980 | BRC NP 40097       | Patrick Juvet      | Sentirmi/Sono pazzo di te (ma tu non lo saprai mai)          |
| 1980 | BRC NP 40100       | Bernie Lyon        | Hell/Your world is fine                                      |
| 1980 | BRC NP 40101       | Dust               | You're living in paradises/Wheather is so fine               |
| 1981 | BRC NP 40106       | Marco D'Alessandro | Ora che sei una donna/Amare                                  |
| 1981 | BRC NP 40108       | Bernie Lyon        | I'm living in the Sunshine/Tropic isle                       |
| 1982 | BRC NP 40110       | Chagrin d'Amour    | Chacun fait/Chacun fait (strumentale)                        |
| 1982 | BRC NP 40111       | Patrick Juvet      | Du tac au tac/Reves immoraux                                 |